# 스즈키 사토미 (AV 배우)
스즈키 사토미(일본어: 鈴木さとみ, 1988년 9월 9일? ~ )는 일본의 성인 비디오 여배우다. 생년월일이 다양하게 표기되는 인물이며, 그녀의 공식적인 생년월일은 88년 9월 9일이지만 DMM.com이 기록하는 AV 여배우 정보는 스즈키의 생년월일을 다음과 같이 변해왔다:
데뷔 직후였던 2008년 1월에는 생년월일을 포함한 모든 정보가 공개되지 않았다. 확인가능한 최초의 프로필 표기는 2008년 10월경으로, 이는 1986년 6월 26일로 기록되었다. 그해 12월 이전에 현재의 프로필과 같이 1988년 9월 9일로 표기되었다. 표기의 근거는 알 수 없으나 바이두에서는 스즈키의 생년월일과 출생지를 1988년 9월 12일, 사이타마현으로 표기했으며, 중국어 위키백과를 비롯한 일부 중화권 사이트에서는 이를 따르고있다.